# 富山県の県道一覧
富山県の県道一覧（とやまけんのけんどういちらん）は、富山県を通る県道の一覧である。

## 主要地方道

### 1 - 76
- 1 富山魚津線
- 2 魚津生地入善線
- 3 富山立山魚津線
- 4 富山上市線

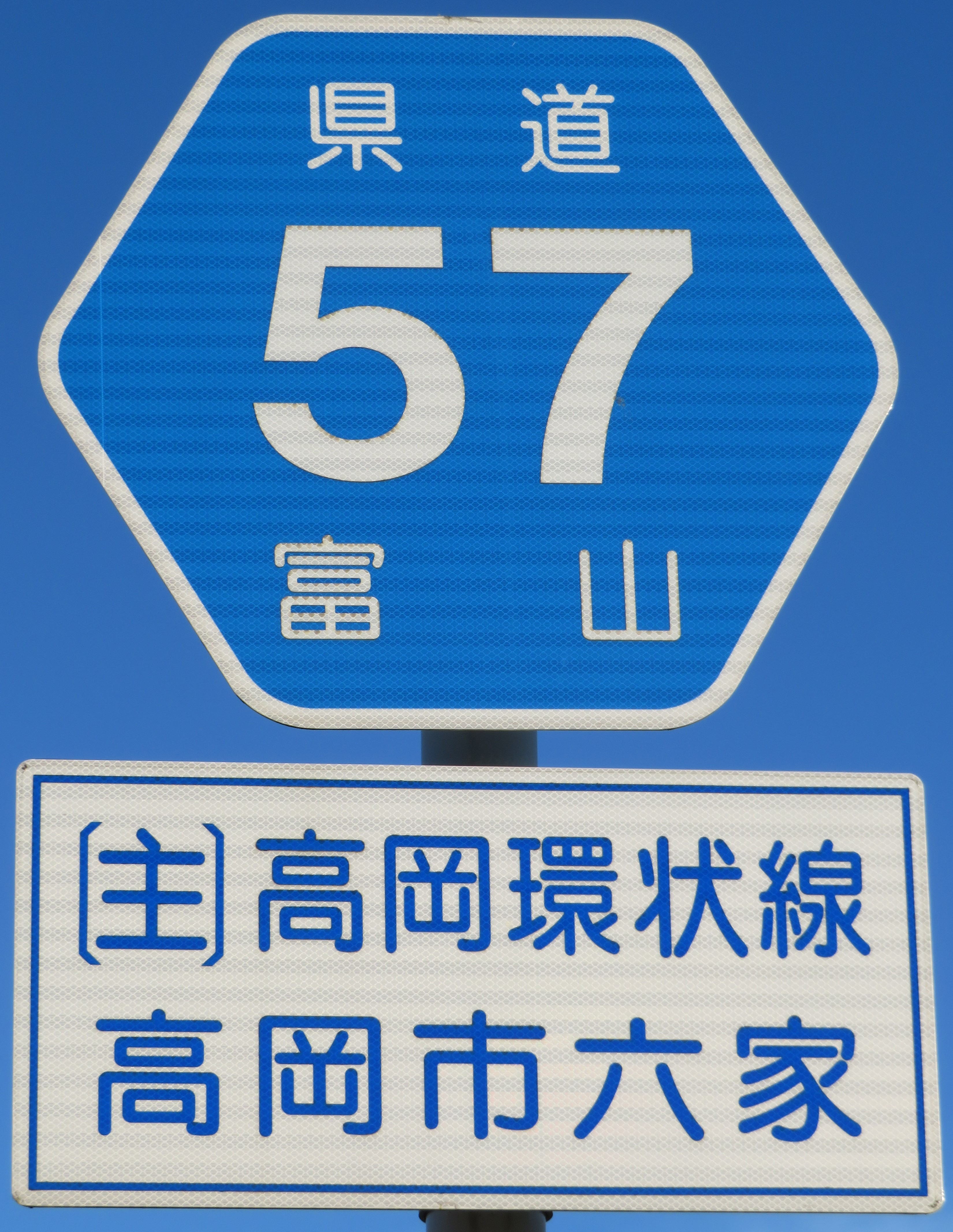
富山県道における主要地方道の路線番号標識（路線名称の前に「（主）」が表記されている。）

- 5 （欠番、1982年までは『富山氷見線』として認定されていた（現・国道415号の一部）[1]）
- 6 富山立山公園線
- 7 富山八尾線
- 8 （欠番。1977年までは『富山砺波線』）
- 9 富山戸出小矢部線
- 10 金沢湯涌福光線
- 11 新湊庄川線
- 12 （欠番、1982年までは『氷見羽咋線』として認定されていた（現・国道415号の一部）[1]）
- 13 朝日宇奈月線
- 14 黒部宇奈月線
- 15 立山水橋線
- 16 砺波小矢部線
- 17 砺波庄川線
- 18 氷見田鶴浜線
「18」は1994年までは『小矢部井波線』として認定されていた（現・国道471号の一部）[1]。
- 19 （欠番。1974年までは『金沢砺波線』）
- 20 砺波福光線
- 21 井波城端線
- 22 富山停車場線
- 23 高岡停車場線
- 24 伏木港線
- 25 砺波細入線
「25」は1977年までは『古川細入線』として認定されていた。
- 26 （欠番。1966年から1972年までは『金沢城端線』）
- 27 金沢井波線
「27」は1972年までは『城端平線』として認定されていた。
- 28 （欠番）
- 29 高岡羽咋線
「29」は1994年まで『金沢湯涌福光線』で認定されていた。
- 30 富山港線
- 31 小杉婦中線
- 32 小矢部伏木港線
- 33 金山谷田方町線
- 34 利賀河合線
「34」は1994年まで『新湊婦中線』として認定されていた（現・国道472号）[1]。
- 35 立山山田線
- 36 （欠番、1991年時点で小矢部押水線の[2]旧番号であった。）
- 37 （欠番、1995年まで『氷見田鶴浜線』の旧番号であった[1]）
- 38 （欠番）
- 39 （欠番、1994年まで『八尾古川線』として認定されていた（現・国道472号）[3]）。
- 40 高岡庄川線
- 41 新湊平岡線
- 42 小矢部福光線（旧名・『福光安楽寺押水線』[2]）
- 43 富山上滝立山線
- 44 富山高岡線
- 45 黒部朝日公園線
- 46 上市北馬場線
- 47 （欠番、1994年まで『庄川河合線』として認定されていた（現・国道471号の一部と県道34号）[1]。）
- 48 福光福岡線
- 49 （欠番、1994年まで『福光安楽寺押水線』の番号であった）
- 50 （欠番、1995年まで『氷見惣領志雄線』の番号であった[1]）
- 51 蓑輪滑川インター線（旧名・『滑川インター線』[4]）
- 52 島尻魚津インター線（旧名・『石垣魚津インター線』[5]）
- 53 若栗生地線（かつては『西小路若栗線』の番号であった[6]）
- 54 福光上平線
- 55 富山空港線
- 56 富山環状線
- 57 高岡環状線
- 58 高岡小杉線
- 59 富山庄川線
- 60 入善朝日線
- 61 滑川上市線
- 62 富山小杉線
- 63 入善宇奈月線
- 64 高岡氷見線
- 65 富山大沢野線
- 66 高岡砺波線
- 67 宇奈月大沢野線
- 68 富山外郭環状線
- 69 富山笹津線
- 70 万尾脇方線
（2012年8月30日まで富山県道70号万尾宇波線→大部分は万尾脇方線に、一部は氷見市道に）[7]
- 71 池尻福野線
- 72 坪野小矢部線
- 73 高岡青井谷線
- 74 小矢部津幡線
- 75 押水福岡線
- 76 氷見惣領志雄線

## 一般県道

### 101 - 200
- 101 大家庄東草野線
- 102 山崎泊線
- 103 田中横尾線
- 104 泊停車場線
- 105 山崎草野線
- 106 北羽入入善線
- 107 小杉椚山新線
- 108 舟見入善線
- 109 藤原横山君島線
- 110 高畠上飯野線
- 111 大家庄上飯野線
- 112 北野滑川インター線
- 113 吉原入善線
- 114 青木吉原線
- 115 上路市振停車場線
- 116 小摺戸芦崎線
- 117 上飯野入善停車場線
- 118 生地停車場線
- 119 沓掛生地線
- 120 六天天神新線

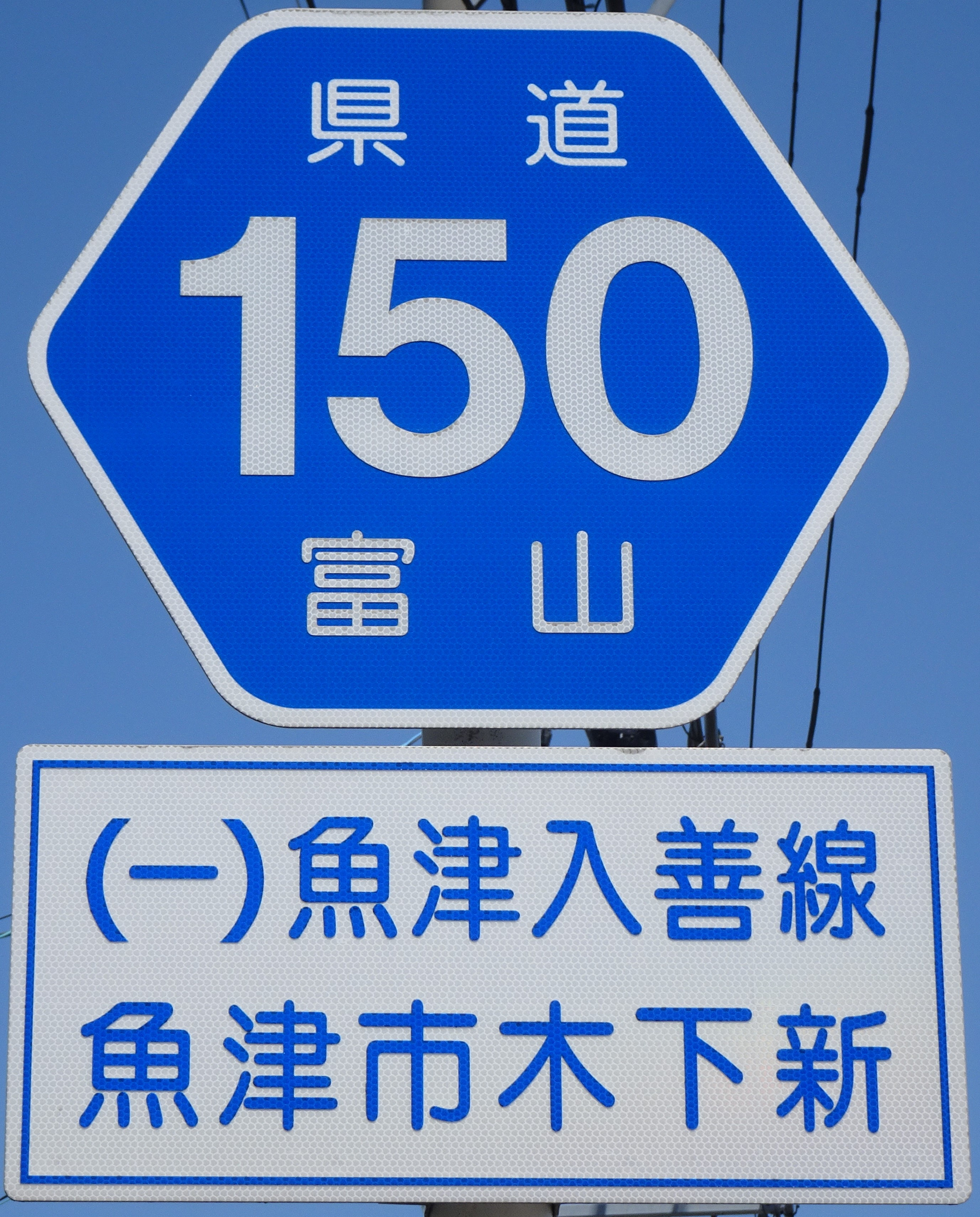
富山県道における一般県道の路線番号標識（路線名称の前に「（一）」が表記されている。）

- 121 新富山口停車場線 - 2015年4月1日富山県告示第168号により、富山新駅停車場線として認定[8]。2021年3月5日富山県告示第93号により富山新駅停車場線から即日改称[9]。（1991年時点では『若栗生地線』の番号であった[6]）
- 122 石田前沢線
- 123 石田停車場線
- 124 本野三日市線
- 125 福平石田線
- 126 福平経田線
- 127 経田停車場線
- 128 阿弥陀堂魚津停車場線
- 129 魚津停車場線
- 130 総合運動公園線
- 131 高岡やぶなみ停車場線 - 富山新駅停車場線と同時に高岡新駅停車場線として認定[8]。2017年3月17日富山県告示第134号により高岡新駅停車場線から即日改称[10]。
- 132 三箇吉島線
- 133 山田砺波線（1991年時点では『島尻金屋線』の番号であった[11]）
- 134 奥田杉田線
- 135 富山滑川魚津線（旧名『富山滑川線』[12]）
- 136 坪野湯上線
- 137 堀江魚津線
- 138 栗山追分線
- 139 滑川停車場線
- 140 婦中平岡線
- 141 虎谷大榎線（1991年時点では『大浦大榎線』の番号であった[4]）
- 142 栗山柳原線
- 143 小森谷庄川線（1991年時点では『虎谷滑川線』の番号であった[4]）
- 144 黒川滑川線
- 145 極楽寺郷柿沢線
- 146 五位尾上中町線
- 147 立山舟橋線
- 148 上市水橋線
- 149 下砂子坂池田町線
- 150 魚津入善線
- 151 辻滑川線
- 152 大岩神明町線
- 153 （欠番）
- 154 西種極楽寺線
- 155 山本北中町線
- 156 北島東町線
- 157 寺坪上市線
- 158 女川谷口線（かつては『女川座主坊宮地線』の番号であった[13]）
- 159 竹内清水堂線
- 160 水橋停車場線
- 161 岩峅寺大石原水橋線
- 162 西大森寺坪線（かつては『道源寺水橋線』の番号であった[13]）
- 163 柿沢泉線
- 164 五百石停車場線
- 165 （欠番）
- 166 谷口沢新線
- 167 日中五百石線
- 168 小又下段線（旧名・『小又榎線』[13]）
- 169 米道上瀬戸線
- 170 弘法称名立山停車場線
- 171 浜黒崎宮町線（1991年時点では『浜黒崎田中線』の番号であった[4]）
- 172 八幡田稲荷線
- 173 千原崎東富山停車場線
- 174 上滝山室線
- 175 新庄大山線
- 176 （欠番）
- 177 蓮町新庄線
- 178 流杉双代線
- 179 三室荒屋富山線
- 180 上滝停車場線
- 181 （欠番）
- 182 原千垣停車場線
- 183 大沢野大山線
- 184 河内花崎線
- 185 - 186 （欠番）
- 187 荒屋敷月岡町線
- 188 東猪谷富山線
- 189 （欠番）
- 190 稲荷停車場線
- 191 下大久保上熊野線
- 192 猪谷停車場線
- 193 坂本長附線（かつては『東福沢小佐波上大久保線』の番号であった[14]）
- 194 - 195 （欠番）
- 196 笹津停車場線
- 197 樫尾長川原線
- 198 桐谷下笹原線
- 199 掛畑井田新線
- 200 井栗谷婦中線

### 201 - 300
- 201 速星停車場線
- 202 （欠番）
- 203 （欠番、かつて『四方停車場線』の番号であった[3]）
- 204 小杉本江線
- 205 練合宮尾線
- 206 津幡宮島峡公園線
- 207 四方新中茶屋線
- 208 小竹諏訪川原線
- 209 - 210 （欠番）
- 211 吉作小竹線
- 212 西富山停車場線
- 213 （欠番、かつては『羽根寺町線』の番号であった[15]）
- 214 仮生末友線
- 215 （欠番）
- 216 小倉笹倉線
- 217 千里停車場線
- 218 館本郷添島線
- 219 杉田高日附線
- 220 下瀬小倉線
- 221 （欠番）
- 222 清水小滝谷線
- 223 （欠番）
- 224 湯八尾線
- 225 上笹原東町線
- 226 - 227 （欠番）
- 228 島地新名線
- 229 上百瀬島地線（かつては『上白瀬栃折線』の番号であった[16]）
- 230 正間中線
- 231 松木鷲塚線
- 232 堀岡小杉線
- 233 - 234 （欠番）
- 235 片口牧野線
- 236 小杉大門線
- 237 宮ヶ谷北押川線
- 238 （欠番）
- 239 井栗谷大門線
- 240 新湊港線
- 241 - 242 （欠番）
- 243 能町枇杷首線
- 244 能町停車場線
- 245 中道国分線
- 246 小泉高岡線
- 247 中川南町線
- 248 - 250 （欠番）
- 251 本保福岡線
- 252 戸出高岡線
- 253 戸出停車場線
- 254 立野鴨島線
- 255 守山向野線
- 256 - 257 （欠番）
- 258 北高木出町線
- 259 北高木立野線
- 260 安養寺砺波線
- 261 砺波停車場線
- 262 （欠番）
- 263 福岡停車場線
- 264 - 265 （欠番）
- 266 岡笹川線
- 267 福岡宮島峡公園線
- 268 - 269 （欠番）
- 270 今石動上野本線
- 271 石動停車場線
- 272 （欠番）
- 273 浅地小矢部線
- 274 砂子谷埴生線
- 275 （欠番）
- 276 西中大滝線
- 277 福野城端線
- 278 福野停車場線
- 279 安居福野線
- 280 井波福野線
- 281 - 283 （欠番）
- 284 井波井口城端線
- 285 西勝寺福野線
- 286 刈安安楽寺線
- 287 - 288 （欠番）
- 289 臼中福光線
- 290 福光停車場線
- 291 才川七城端線
- 292 城端嫁兼線
- 293 長楽寺福光線
- 294 川上中北野線
- 295 （欠番）
- 296 仏生寺太田線
- 297 島尾停車場線
- 298 （欠番）
- 299 下田子島尾線
- 300 氷見志雄線

### 301 - 379
- 301 氷見停車場線
- 302 氷見港氷見停車場線
- 303 柿谷池田線
- 304 鹿西氷見線
- 305 （欠番）
- 306 平阿尾線
- 307 - 311 （欠番）
- 312 鞍川中町線
- 313 （欠番）
- 314 沓掛魚津線
- 315 辻ヶ堂市田袋線
- 316 稲荷町新庄線
- 317 下掛尾堀川小泉線
- 318 笹津安養寺線
- 319 （欠番）
- 320 古鹿熊滑川線
- 321 中沖呉羽線
- 322 八町大門線
- 323 西松瀬八十島線
- 324 谷坪野芹川線
- 325 良川磯辺線
- 326 金山古黒部線
- 327 新屋上野線
- 328 音沢中ノ口線
- 329 中山田家新線
- 330 小川寺木下新線
- 331 黒谷上村木線
- 332 大海寺新本町線（1991年時点では『坪野本町線』の番号であった[11]）
- 333 剣岳公園線
- 334 （欠番）
- 335 滑川自然公園線
- 336 極楽寺湯神子線
- 337 （欠番、かつて『利田二ツ塚線』として指定されていた（現・富山立山魚津線）[17]）
- 338 常願寺沖線
- 339 （欠番）
- 340 二松上大久保線
- 341 八尾大沢野線
- 342 中神通井田線
- 343 茗ヶ原八尾線
- 344 千里八尾線
- 345 （欠番）
- 346 山田湯谷線
- 347 東老田白石線
- 348 太閤山戸破線
- 349 白石西高木戸破線
- 350 堀岡新明神能町線
- 351 姫野能町線
- 352 広上大門新線
- 353 西部金屋戸出線
- 354 川内五郎丸線
- 355 才川七法林寺線
- 356 林道温泉線
- 357 （欠番）
- 358 横越大滝線
- 359 石堤大野線
- 360 （欠番）
- 361 五十里氷見線
- 362 桑ノ院赤毛線
- 363 町山河原線
- 364 若栗前沢線
- 365 流杉町袋線
- 366 西大森前沢線
- 367 串田新黒河線
- 368 藤森岡線
- 369 小野上渡線
- 370 富山庄川小矢部自転車道線
- 371 本町高木出線
- 372 （欠番）
- 373 薮田下田子線
- 374 境宮崎線
- 375 富山朝日自転車道線
- 376 （欠番）
- 377 小杉吉谷線
- 378 松倉宮路線
- 379 水橋停車場水橋小路線